# 일반적 인격권
일반적 인격권이란 대한민국 헌법의 개념으로 일반적으로 자신과 분리할 수 없는 인격적 이익의 향유를 내용으로 하는 인격의 자유로운 발현에 관한 권리를 말한다.

## 근거
일반적 인격권의 근거를 헌법 제 10조에서 찾는 견해와 헌법 제 17조에서 찾는 견해가 있다. 또 헌법재판소는 헌재결 1991.9.16. 89헌마165에서 "정정보도청구권은 일반적 인격권에 바탕을 두고 있으며, 일반적 인격권은 인간의 존엄성(제10조)에서 유래한다."라고 판시하고 있다.